# British Intelligence Service
Pour plus de détails, voir Fiche technique et Distribution.
British Intelligence Service (British Intelligence) est un film d'espionnage américain réalisé par Terry O. Morse, sorti en 1940.

## Synopsis
Pendant la Première Guerre mondiale en 1917, l'espionne allemande Helene von Lorbeer est envoyée en mission à Londres. Sous le nom de  Frances Hautry, elle va servir la famille d'un fonctionnaire britannique haut placé, les Bennett. Elle y retrouvera le majordome Valdar, espion lui aussi, pour l'aider à transmettre des plans de guerre secrets à l'Allemagne.

## Fiche technique
- Titre original : British Intelligence
- Titre français : British Intelligence Service (en 1946 : Service secret britannique)
- Réalisation : Terry O. Morse
- Assistant réalisateur : Elmer Decker
- Scénario : Lee Katz d'après la pièce Three Faces East d'Anthony Paul Kelly créée à New York 13 août 1918
- Directeur de la photographie : Sidney Hickox
- Décors : Hugh Reticker
- Montage : Thomas Pratt
- Musique : Heinz Roemheld
- Ingénieur du son : Stanley Jones
- Société de production et de distribution : Warner Bros.
- Pays d'origine : États-Unis
- Durée : 62 minutes
- Format : Noir et blanc - 1,37:1 - Mono
- Genre : thriller
- Dates de sortie : 
  - États-Unis : 29 janvier 1940
  - France : 31 juillet 1946

## Distribution
- Boris Karloff : Valdar
- Margaret Lindsay : Helene von Lorbeer
- Bruce Lester : Frank Bennett
- Leonard Mudie : le colonel James Yeats
- Holmes Herbert : Arthur Bennett
- Austin Fairman : George Bennett
- William Bailey : un agent britannique (non crédité)
- Glen Cavender : le sous-officier Pfalz (non crédité)
- Clarence Derwert : le laitier (non crédité)
- Lawrence Grant : le général de brigade (non crédité)
- Carl Harbaugh : un soldat allemand (non crédité)
- Winifred Harris : Maude Bennett (non crédité)
- Stuart Holmes : Luchow, soldat allemand (non crédité)
- Crauford Kent : Phelps (non crédité)
- Morton Lowry : le lieutenant Borden (non crédité)
- Lester Matthews : Henry Thompson (non crédité)
- Frank Mayo : Brixton  (non crédité)
- Paul Panzer : un paysan (non crédité)
- Ferdinand Schumann-Heink : un officier allemand (non crédité)
- John Graham Spacey : Crichton (non crédité)
- Maris Wrixon : Dorothy Bennett (non crédité)
- Leonard Willey : le capitaine Stuart (non crédité)

## Accueil
Le film a reçu la note de 2/5 sur AllMovie.